# SM Tb 76 T
SM Tb 76 T – austro-węgierski torpedowiec z okresu I wojny światowej typu Tb 74 T. Po wojnie służył w marynarce Jugosławii pod nazwą T 1. Podczas II wojny światowej w latach 1941–1943 zdobyty przez Włochów, po czym w dalszym ciągu służył w Jugosławii do 1959 roku pod nazwą Golešnica.

## Służba
SM Tb (Torpedowiec Jego Cesarskiej Mości) 76 T wszedł do służby w marynarce Austro-Węgier 20 lipca 1914 roku, jako trzeci okręt swojego typu. Służył aktywnie podczas I wojny światowej. 21 maja 1917 roku nazwę skrócono do SM Tb 76.
Okręt przetrwał wojnę, po czym w ramach podziału floty Austro-Węgier w 1920 roku przyznano go Jugosławii, dokąd przybył w 1921 roku (wraz z bliźniaczymi Tb 77T, 78T i 79T oraz czterema torpedowcami zbliżonego typu Tb 82F). Po wcieleniu do marynarki jugosłowiańskiej otrzymał nazwę T 1.
W kwietniu 1941 roku, po inwazji na Jugosławię, został zdobyty przez wojska włoskie i wcielony do marynarki włoskiej (Regia Marina) z zachowaniem nazwy T 1. Po kapitulacji Włoch we wrześniu 1943 roku zdołał ewakuować się pod kontrolę aliantów na Maltę (podobnie, jak T 5). Został następnie zwrócony pod koniec 1943 roku emigracyjnej marynarce jugosłowiańskiej u boku aliantów.
Po wojnie kontynuował służbę w marynarce Jugosławii, jako patrolowiec pod nazwą „Golešnica”. Został wycofany w październiku 1959 roku i złomowany.

## Opis
Tb 76 T wyposażony był w dwa kotły parowe typu Yarrow, które współpracowały z dwoma turbinami parowymi systemu Parsonsa. Okręt uzbrojony był początkowo w dwie armaty kalibru 66 mm L/30, pojedynczy karabin maszynowy Schwarzlose oraz dwie podwójne wyrzutnie torped kalibru 450 mm. Od 1917 roku rufową armatę 66 mm mocowano na okrętach tego typu na podstawie umożliwiającej prowadzenie ognia do celów powietrznych.
W Jugosławii w okresie międzywojennym zamieniono armaty na działa uniwersalne 66 mm L/45 Skoda i dodano drugi karabin maszynowy. Załogę stanowiły 52 osoby.
W służbie włoskiej być może zastąpiono wszystkie lub część wyrzutni torpedowych przed działka przeciwlotnicze 20 mm lub 37 mm (brak w publikacjach danych odnośnie do zestawu uzbrojenia tego okrętu).
Po II wojnie światowej, w Jugosławii, uzbrojenie okrętu stanowiły 2 działka plot 40 mm (2 x I) i 4 działka 20 mm, bez wyrzutni torped.